# Distretto del Dinajpur Settentrionale
Il distretto del Dinajpur Settentrionale (in hindi Uttar Dinajpur) è un distretto del Bengala Occidentale, in India, di 2 441 824 abitanti. Il suo capoluogo è Raiganj.